# Lee Arenberg
Lee Arenberg (Palo Alto, 18 juli 1962) is een Amerikaans acteur.
Arenberg is het meest bekend met rollen als Pintel uit de filmreeks Pirates of the Caribbean en de dwerg Grumpy uit de televisieserie Once Upon a Time (2011-2018). Hij studeerde aan de Santa Monica High School en begon met acteren als gastrol in de televisieseries Perfect Strangers (1987), Sledge Hammer! (1988) en Columbo (1989). Hij speelde ook in andere televisieseries waaronder Seinfeld (1992 en 1997), Married... with Children (1993), Friends (1998), My Wife and Kids (2001), Scrubs (2003), Pushing Daisies (2008), Good Luck Charlie (2011) en Once Upon a Time in Wonderland (2013). Ook speelde Arenberg meerdere malen in de Star Trek spin-offs Star Trek: The Next Generation (1993-1994), Star Trek: Deep Space Nine (1993), Star Trek: Voyager (2009) en Star Trek: Enterprise (2005).

## Filmografie
- 1987: Cross My Heart als Parking Attendant
- 1987: The Under Achhievers als Joey
- 1988: Tapeheads als Norton
- 1989: Meet the Hollowheads als Ream Instructor
- 1989: Martains Go Home als Newsroom Martian
- 1989: Class of 1999 als Technician #2
- 1989: The Wizard als Armageddon Registar
- 1990: Brain Dead als Sacks
- 1990: Hollywood Boulevard II als Barcode
- 1991: Whore als Violent John in Car
- 1991: V.I. Warshawski als Flesh
- 1992: Roadside Prophets als Happy Days Cook
- 1992: Bob Roberts als Religious Zealot
- 1992: There Goes the Neighborhood als 2nd Burgiar
- 1993: RoboCop 3  als Hold-Up Man
- 1993: Freaked als The Eternal Flame
- 1994: Car 54, Whre Are You? als Ivan the Architect
- 1994: Frame-Up II: The Cover-Up als Huey - Henchman
- 1995: Waterworld als Djeng
- 1996: Mojave Moon als Friendly Motorist
- 1997: Warriors of Virtue als Mantose
- 1997: The Apocalypse als Noel
- 1998: Johnny Skidmarks als Louie
- 1998: Ted als Pager Salesman
- 1998: I Woke Up Early the Day I Died als Parking Lot Attendant
- 1999: Man Woman Film als Ali
- 1999: Clubland als Henchman #2
- 1999: Cradle Will Rock als Abe Feder
- 1999: Facade als Gregory
- 1999: Dirt Merchant als James Earl
- 2000: Dungeons & Dragons als Elwood Gutworthy
- 2003: Pirates of the Caribbean: The Curse of the Black Pearl als Pintel
- 2005: Sledge: The Untold Story als Barry Simpson
- 2006: Pirates of the Caribbean: Dead Man's Chest als Pintel
- 2006: Happily N'Ever After Als Additional Voices
- 2007: Pirates of the Caribbean: At World's End als Pintel
- 2010: Ashley's Ashes als Visky
- 2010: Quit als Gordo
- 2011: Black Velvet als Pastor
- 2011-2016: Once Upon a Time als Leroy/Grumpy/Dreamy
- 2011: A Kiss for Jed Wood als Mike
- 2012: The Adventures of Mickey Matson and the Copperhead Treasure als Billy Lee
- 2012: In the Gray als Silas
- 2013: Disney Infinity als Pintel
- 2014: College Fright Night als Coach Pricktel